# Hoperius planatus
Hoperius planatus är en skalbaggsart som beskrevs av Henry Clinton Fall 1927. Hoperius planatus ingår i släktet Hoperius och familjen dykare. Inga underarter finns listade i Catalogue of Life.